# اچ‌پی فوتواسمارت ام۴۰۷
اچ‌پی فوتواسمارت ام۴۰۷ (به انگلیسی: HP Photosmart M407) یک دوربین عکاسی کامپکت ساخت شرکت اچ‌پی است.